# 시흥군 (오)
시흥군(始興郡)은 오나라 때에 설치된 중국의 옛 군으로 광동성의 지급시인 사오관 시의 전신이다.

## 육조
265년(오 손호 감로 원년), 계양군의 남부지방이 시흥군으로 분리되었다. 초창기엔 형주에 속했지만 서진이 오나라를 멸망시킨 이후 광주로 소속이 바뀌었다. 307년(서진 회제 영가 원년), 상주가 신설되면서 상주의 속군으로 내속되었다. 동진이후 건강중앙정부가 형주를 통제하기 위해 상주를 여러차례 폐지, 설치하면서 상주, 형주, 광주등으로 소속이 바뀌었다.
470년(유송 명제 태시 6년), 강원현이 신설되고 계양, 시흥, 함광의 3개현이 송안군(宋安郡)으로 분리되었지만 472년(유송 명제 태예 원년) 폐지되어 계양, 시흥, 함광은 시흥군으로 다시 내속되었고 강원현은 폐지되었다. 이와 동시에 군명이 시흥군에서 광흥군(廣興郡)으로 바뀌었다.
서진대에는 7현 5,000호를 거느렸다. 유송대에는 7현 11,756호 76,328명을 거느렸다. 유송대 기준 상주의 치소인 장사군 임상현까지 수운으로 2,390리 거리였고 건강까지 수운으로 5,000리 거리였다. 수나라때 남해군으로 통폐합되었다.
| 현명   | 한자   | 대략적 위치                       | 현급(유송) | 비고 |
| ------ | ------ | --------------------------------- | --- | --- |
| 곡강현 | 曲江縣 | 사오관시                          | 후상(候相) | 군의 치소가 있었다. |
| 계양현 | 桂陽縣 | 칭위안시 롄저우시                 | 령(令) | |
| 시흥현 | 始興縣 | 사오관시 난슝시                   | 령(令) | |
| 함광현 | 含洭縣 | 칭위안시 잉더시 함광진            | 남상(男相) | |
| 정양현 | 湞陽縣 | 칭위안시 잉더시                   | 후상(候相) | 467년(유송 명제 태시 3년), 정양현(貞陽縣)으로 개명되었다. 수나라 때 시흥군이 남해군에 통폐합되면서 곡강현이 통폐합되었다. |
| 중숙현 | 中宿縣 | 칭위안시 칭신구 화운진(禾雲鎭) 서 | 령(令) | |
| 양산현 | 陽山縣 | 칭위안시 양산현                   | 후상(候相) | |
| 강원현 | 岡湲縣 | 칭위안시 롄저우시 풍양진 서       | 470년 신설되어 계양현, 양산현, 함광현과 함께 송안군으로 분리되었지만 472년 송안군이 폐지되면서 같이 폐지되었다. | 470년 신설되어 계양현, 양산현, 함광현과 함께 송안군으로 분리되었지만 472년 송안군이 폐지되면서 같이 폐지되었다.           |

## 당
621년(당 고조 무덕 4년), 이연이 영남지방의 군벌 소선을 토벌한 뒤, 곡강현, 시흥현, 낙창현, 임룡현, 양화현이 번주(番州)로 분리되었다. 627년(당 태종 정관 원년), 번주에서 이름이 소주(韶州)로 개명되었고 광주(洭州)의 옹원현이 내속되었다. 634년(당 태종 정관 8년), 임용현, 양화현이 폐지되었다. 742년(당 현종 천보 원년), 천보연간에 일시적으로 군현제가 실시되면서 소주에서 시흥군으로 개명되었다. 그러나 758년(당 숙종 건원 원년), 주현제가 실시되면서 소주로 바뀌었다. 본래 4현 6,960호 40,416명, 천보연간에 6현 31,000호 168,948명을 거느렸다. 남으로 광주까지 800리, 서로 침주까지 500리, 동남쪽으로 건주까지 700리, 경사까지 4,932리, 동도까지 4,142리 거리였다.
| 현명   | 한자   | 대략적 위치                            | 비고                                                                                         |
| ------ | ------ | -------------------------------------- | -------------------------------------------------------------------------------------------- |
| 곡강현 | 曲江縣 | 사오관시                               | 주의 치소로, 현내에 곡강천(曲江川)이 흐른다.                                                 |
| 시흥현 | 始興縣 | 사오관시 스싱현                        |                                                                                              |
| 낙창현 | 樂昌縣 | 사오관시 러창시                        |                                                                                              |
| 옹원현 | 翁源縣 | 사오관시 웡위안현 북 하계진(河溪鎭) 남 | 현경계에 옹수가 흐른다. 622년 광주가 설치되면서 광주에 내속되었으나 627년 본주로 내속되었다. |
| 인화현 | 仁化縣 | 사오관시 런화현 북동 청촌(靑村) 서북   | 천보연간에 신설되었다.                                                                       |
| 정창현 | 湞昌縣 | 사오관시 난슝시                        | 천보연간에 신설되었다.                                                                       |